# Епінетрон
Епінетрон (грец. έπίνητρον) — невеличка давньогрецька посудина, використовувалася здебільшого в прядінні для складання волокна. Робота на епінетроні описана у Ісихія Александрійського. Епінетрон — не ваза, захисний пристрій, що призначений для захисту стегна біля коліна.
Найчастіше це був весільний подарунок і мав зображення голови або бюсту Афродіти, прикрашався сценами роботи жінок-ткаль або навіть амазонок. Пізніше епінетрон вкладався в поховання покійним неодруженим дівчатам. Епінетрон виготовлявся з глини або дерева, часто прикрашався вазописом.
Епінетрон відомий з доби давньогрецької архаїки. Один з найдавніших епінетронів (його уламок, датований 500 роком до н.е.) був декорований в стилі чорнофігурного вазопису. На ньому не побутова сцена, а сцена міфологічна. На стільці ліворуч воссідає бог Діоніс з рогом вина. Неподалік метушився Меркурій, бог вістей. Ймовірно, Меркурій щось сповістив богині Афіні, бо та схопила жмут списів і поспіхом сідає на колісницю, щоби кудись встигнути. Верхня частина епінетрона прикрашена рибним лускоподібним орнаментом над міфологічною сценою.

## Галерея

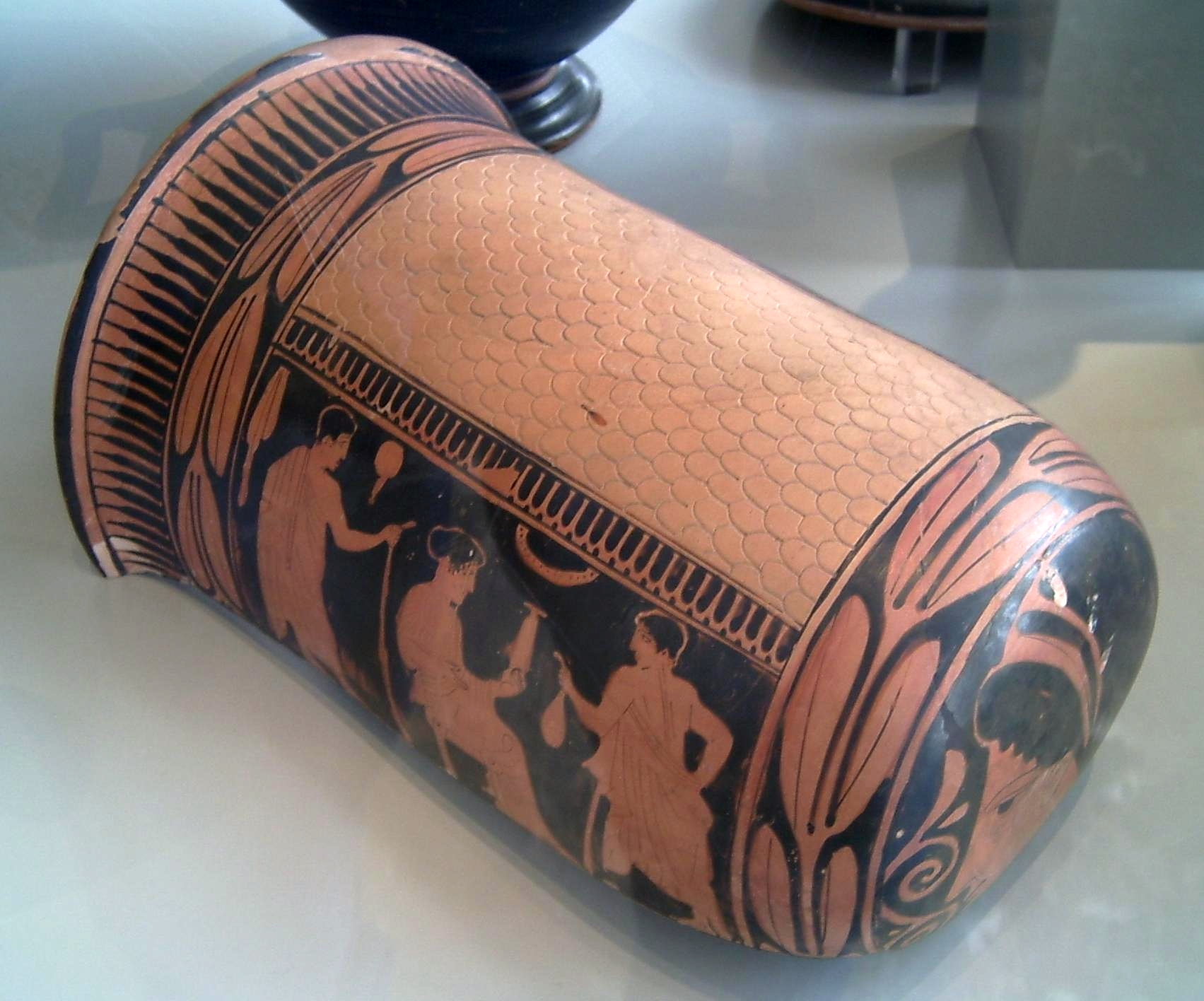
Епінетрон із зображенням жінок-ткаль
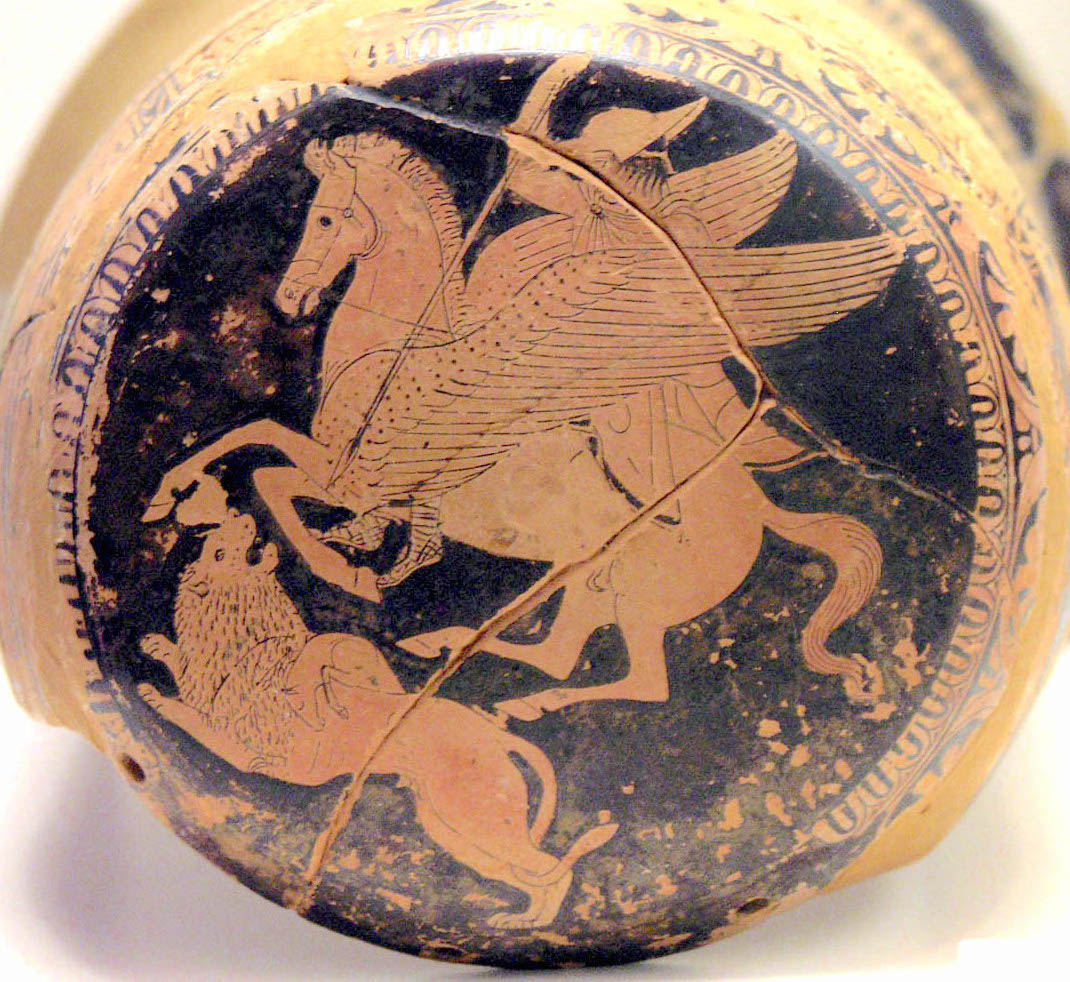
Донце епінетрону зі сценою полювання царя Беллерофонта, Національний археологічний музей (Афіни)
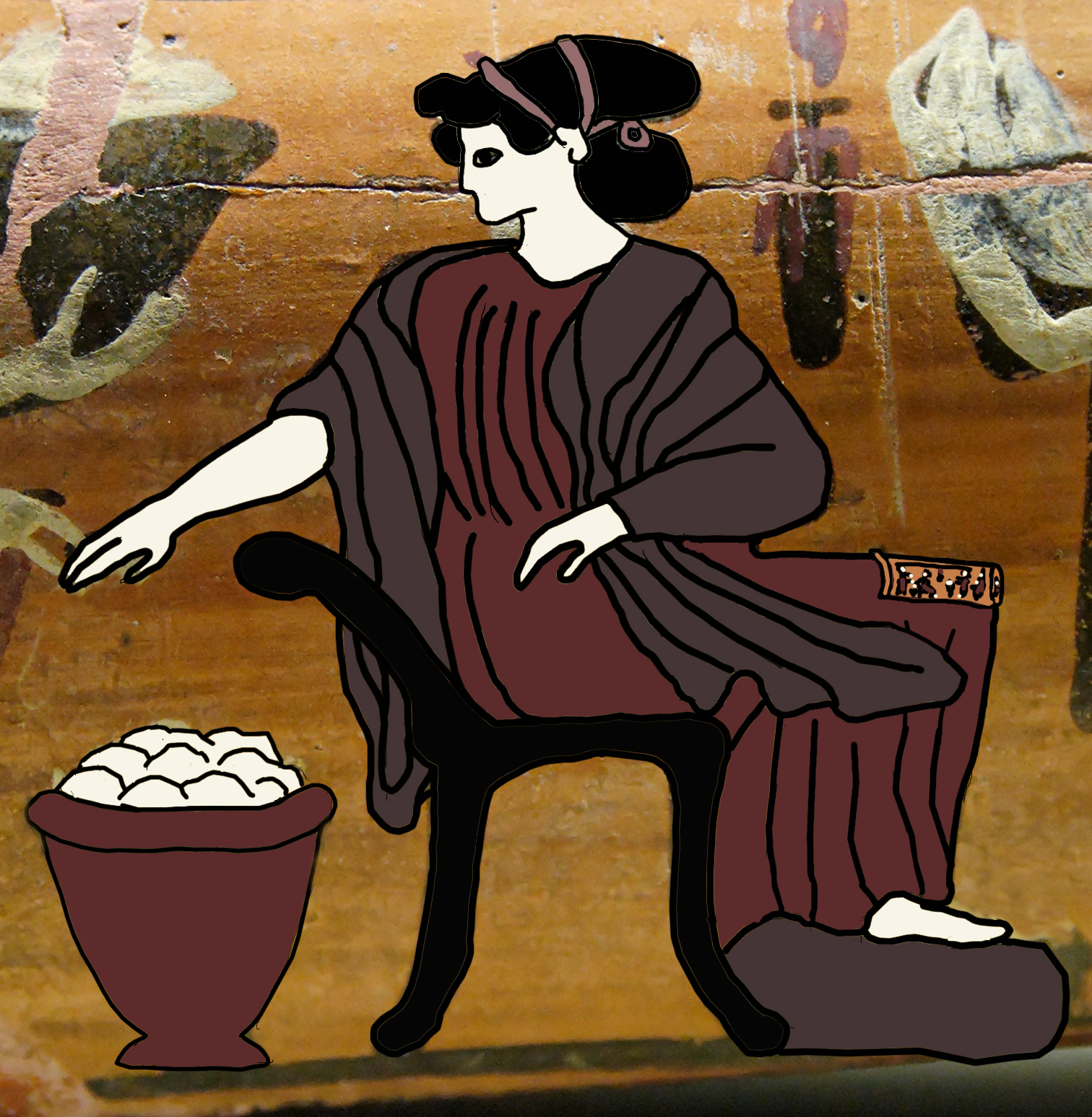
Ілюстрація використання епінетрону